# الأوبرا الملكية

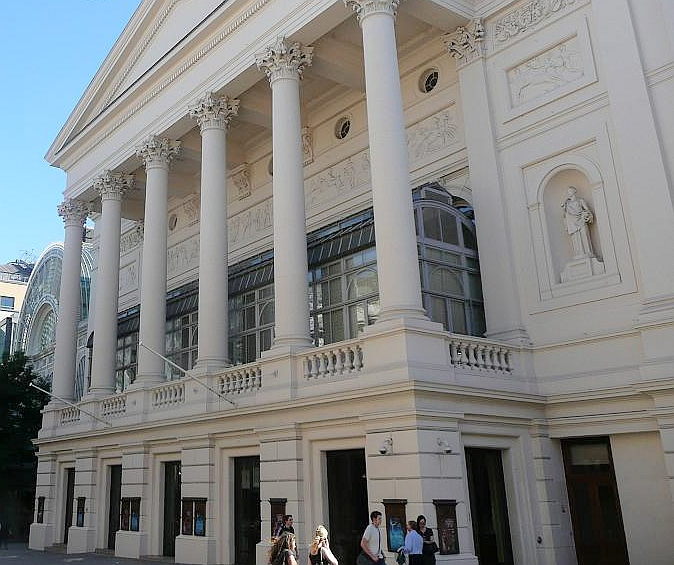
دار الأوبرا الملكية، مقر الأوبرا الملكية

الأُوبرا الملكية هي شركة (منتجة للأوبرا)، مركزها في وسط لندن، مقرها دار الأوبرا الملكية، كوفنت كاردن. تعتبر علاوة على الأوبرا الوطنية الإنكليزية واحدة من شركتين رئيسيتين للأوبرا في لندن. كانت تُعرف منذ تأسيسها عام 1946 باسم شركة كوفنت كاردن اوبرا، وبقيت تُعرف به حتى عام 1968. قد جلبت موسما سنويا طويلا وإدارة متناسقة إلى دار كانت قبلها تستضيف مواسم قصيرة على يد عدد من المنتجين. اشتركت منذ نشأتها في دار الأوبرا الملكية مع شركة عروض رقص تُعرف اليوم بالباليه الملكي.
كانت سياسة الشركة عند إنشائها أداء كل الأعمال باللغة الإنكليزية، لكن تم أداء أكثر أعمال الأوبرا منذ نهايات خمسينيات القرن العشرين بلغتها الأصلية. كان المؤدون منذ البداية تشكيلة من المغنين البريطانيين ومن الكومونويلث ونجوم ضيوف عالميين لكن دعم أعمال مغني الشركة كان سياسة ثابتة للسنوات الأُولى.
كان من بين الكثير من المؤدين الضيوف ماريا كالاس، وبلاثيدو دومينغو، وكيرستين فلاكستاد، وهانس هوتر، وبيرجيت نيلسون، ولوتشانو بافاروتي، وإليزابيث شفارتزكوبف. من بين اولئك الذين صعدوا للعالمية من سُلّم الشركة كارانت إفانز، وجَون سَذارلاند، وكيري تي كاناوا، وجون فيكرز.
تم الاعتراف بصعود الشركة تحت إدارة ديفيد ويبستر من بداياتها المتواضعة إلى مستوى أكبر دور الأوبرا في العالم وذلك بمنح لقب «الأوبرا الملكية» عام 1968. ازدهرت الأوبرا الملكية تحت جون تولي، الذي خلف ويبستر عام 1970، لكن تبعت تقاعده عام 1988 فترة من الاضطراب وغلق دار الأوبرا الملكية لإعادة البناء والترميم بين عامي 1997 و1999. شهد القرن الحادي والعشرون نظاما إداريا مستقرا مرة أُخرى في محله المناسب. كانت للشركة ستة مدراء موسيقى منذ نشأتها: كارل رانكل، ورافائيل كوبَليك، وجورج سولتي، وكولن دايفيز، وبرنارد هايتينك، وأنتونيو بابانو.

## روابط خارجية
- الأوبرا الملكية على موقع IMDb (الإنجليزية)
- الأوبرا الملكية على موقع ميوزك برينز (الإنجليزية)